# Mięsień biodrowo-lędźwiowy
Mięsień biodrowo-lędźwiowy (łac. musculus iliopsoas) – w anatomii człowieka mięsień należący do grupy przedniej mięśni grzbietowych obręczy kończyny dolnej, biorący też udział w tworzeniu tylnej ściany jamy brzusznej. Składa się ze zrośniętych ze sobą mięśni biodrowego i lędźwiowego większego, które choć zaczynają się w jamie brzusznej oddzielnie, to kończą się wspólnym ścięgnem na krętarzu mniejszym kości udowej. Czasem w jego skład wliczany jest także mięsień lędźwiowy mniejszy, niestały i bardzo zmienny. Mięsień biodrowo-lędźwiowy silnie zgina staw biodrowy, a także przywodzi udo i obraca je na zewnątrz. Unaczyniony jest przez tętnicę biodrowo-lędźwiową, tętnice lędźwiowe i tętnicę okalającą biodro głęboką, a unerwiony przez nerw udowy i gałęzie splotu lędźwiowego.